# Chiesa di San Sebastiano (Primiero San Martino di Castrozza)
La chiesa di San Sebastiano è la parrocchiale patronale di Tonadico, frazione del comune sparso di Primiero San Martino di Castrozza in Trentino. Fa parte della zona pastorale della Valsugana e di Primiero nell'arcidiocesi di Trento e risale al XV secolo.

## Storia

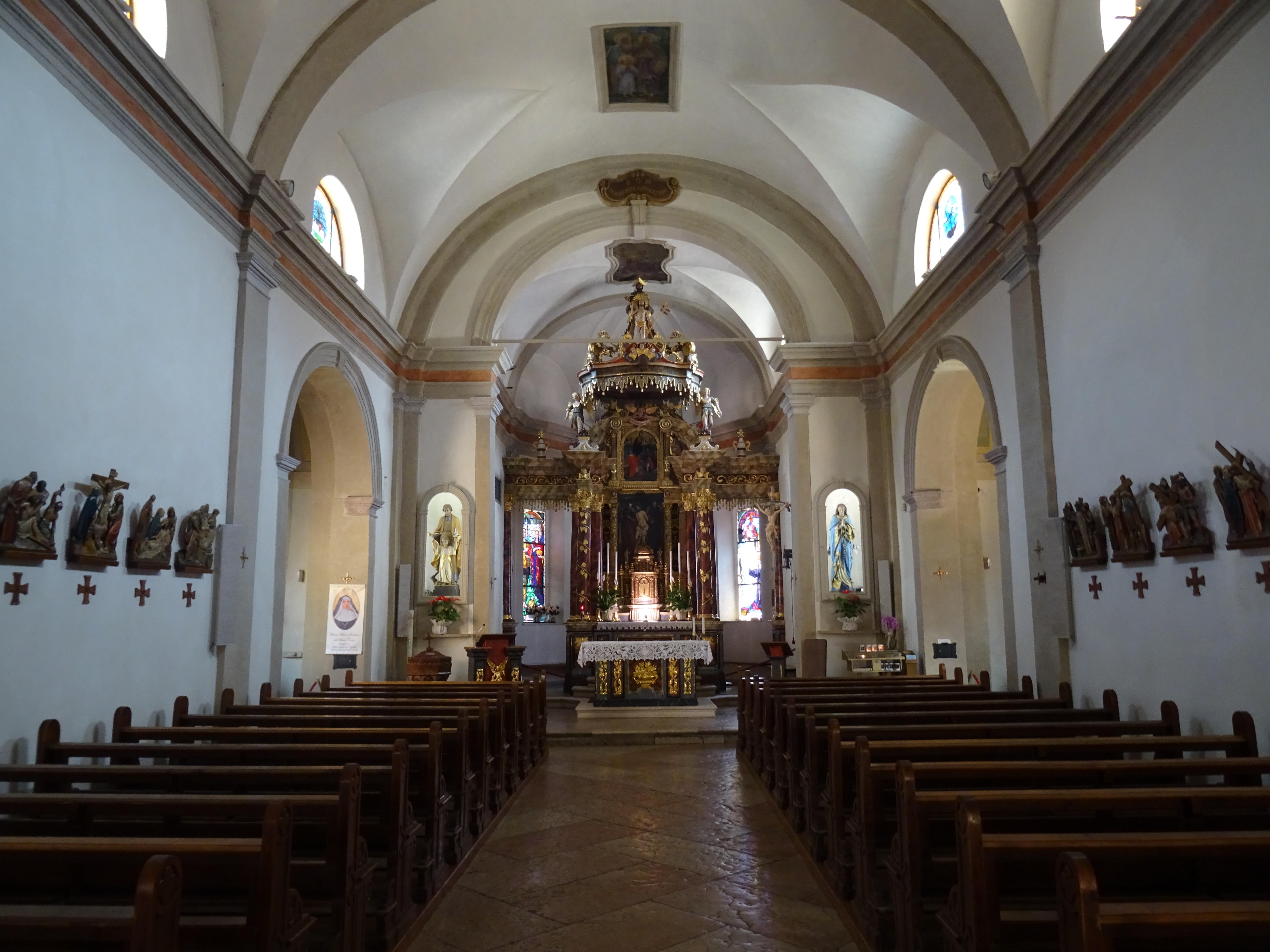
Interno

Il luogo di culto secondo alcune fonti è stato eretto attorno alla metà del XV secolo mentre secondo altre risale a circa mezzo secolo più tardi. La prima costruzione fu di dimensioni ridotte quindi fu necessaria una sua riedificazione nel XVII secolo. Nel 1780 venne elevata a dignità di espositura, sussidiaria della pieve di Primiero, la chiesa di Santa Maria Assunta. All'inizio del XIX secolo venne nuovamente ampliata e subito dopo restaurata nelle sue parti originali e arricchita di decorazioni.
La solenne consacrazione fu celebrata nel 1864 e alla fine del secolo venne restaurata. durante il primo dopoguerra del XX secolo venne nuovamente arricchita di decorazioni ad affresco nelle suo volte da Francesco Giustiniani. Il 19 gennaio 1943 venne elevata a dignità di chiesa parrocchiale dall'arcivescovo di Trento Carlo De Ferrari.
Il lavoro di adeguamento liturgico venne realizzato tra gli anni sessanta e settanta. Al centro del presbiterio fu posta la mensa rivolta al popolo ottenuta in parte dall'altare maggiore storico. La custodia eucaristica è stata mantenuta nel suo tabernacolo originale. Il fonte battesimale è stato spostato in avanti a sinistra dell'arco santo.

## Descrizione

### Esterni
La chiesa parrocchiale di Tonadico si trova all'interno dell'abitato, più in basso rispetto alla più antica chiesa dei Santi Vittore e Corona ma più adatta come posizione per le visite dei fedeli. Mostra orientamento verso sud. La facciata a capanna con due spioventi è semplice, il portale architravato è affiancato da due finestre a forma rettangolare e sopra, in asse, si trova la finestra cieca con affresco raffigurante San Sebastiano armato di flagello attribuito a Leonardo Campochiesa e in alto la finestrella quadrilobata. Non ha una vera torre campanaria ma un semplice campanile a vela posto sul tetto.

### Interni
La navata interna è unica, divisa in tre campate e ampliata dalle due cappelle laterali. Il presbiterio è leggermente rialzato. Di notevole interesse storico ed artistico sono i tre altari lignei. La pala d'altare posta su quello maggiore raffigura San Sebastiano tra San Rocco e Sant'Antonio. Le pale sugli altari laterali di destra e sinistra raffigurano rispettivamente la Madonna fra San Francesco e Sant'Anna e l'Angelo custode tra San Leonardo e San Gottardo. L'organo a canne in controfacciata è stato costruito nel 1912 da Tamburini di Crema